# Kata Gáspár
Kata Gáspár, född 27 oktober 1987 i Budapest i Ungern, är en ungersk skådespelare. Hon är dotter till skådespelaren Sándor Gáspár och skådespelerskan Ildikó Bánsági.
Idag[när?] studerar Kata vid Vörösmarty i Budapest.

## Filmer (i urval)
- 2003 – Apám Beájulna